# Полевая (Владимирская область)
Полевая — деревня в Ковровском районе Владимирской области России, входит в состав Малыгинского сельского поселения.

## География
Деревня расположена в 14 км на северо-восток от центра поселения деревни Ручей и в 19 км на север от райцентра города Ковров.

## История
В конце XIX — начале XX века деревня называлась Клячино и входила в состав Всегодической волости Ковровского уезда, с 1926 года — в составе Савинской волости. В 1859 году в деревне числилось 17 дворов, в 1905 году — 22 двора.
С 1929 года деревня входила в состав Мало-Всегодического сельсовета Ковровского района, с 1940 года — в составе Большевсегодичского сельсовета, с 2005 года — в составе Малыгинского сельского поселения.
В 1966 году деревня Клячино была переименована в деревню Полевая.

## Население
| 1859 | 1905 | 1926 | 2002 | 2010 | 2021 |
| ---- | ---- | ---- | ---- | ---- | ---- |
| 133  | ↗169 | ↘121 | ↘10  | ↗12  | ↗36  |